# Kendra Horn
Pour les articles homonymes, voir Horn.
Kendra Horn, née le 9 juin 1976 à Chickasha (Oklahoma), est une femme politique et avocate américaine. Membre du Parti démocrate, elle est élue du 5e district congressionnel de l'Oklahoma à la Chambre des représentants des États-Unis pour un unique mandat, de 2019 à 2021.
Sa victoire surprise aux élections fédérales de 2018, avec 50,7 % des voix face au sortant Steve Russell, membre du Parti républicain, fait d'elle la première personnalité de son parti à représenter son district à la Chambre des représentants depuis 1975. Elle est considérée comme une démocrate modérée, élue dans un État conservateur.
Battue lorsqu'elle remporte 47,9 % des voix en 2020 face à Stephanie Bice, elle se présente en 2022 pour le siège de l'Oklahoma au Sénat des États-Unis libéré par le démissionnaire Jim Inhofe, mais est largement battue par Markwayne Mullin, candidat républicain, avec 35,2 % des voix contre 61,8 %.